# Mistrzostwa Europy w Podnoszeniu Ciężarów 1911 (2)
Mistrzostwa Europy w Podnoszeniu Ciężarów 1911 (2) – 15. edycja mistrzostw europy w podnoszeniu ciężarów, która odbyła się 28 grudnia 1911 w Lipsku (Cesarstwo Niemieckie ). Startowali tylko mężczyźni w 2 kategoriach wagowych.

## Medaliści
| Kategoria: | Złoto:             | Wynik  | Srebro:               | Wynik  | Brąz: | Wynik |
| 80 kg      | Hans Abraham       | 270 kg | / Vincent Fleischmann | 256 kg | –     | –     |
| + 80 kg    | / Berthold Tandler | 290 kg | –                     | –      | –     | –     |

## Klasyfikacja medalowa
| Miejsce | Reprezentacja                    | Złoto | Srebro | Brąz | Razem |
| 1.      | / Austro-Węgry/Cesarstwo Austrii | 1     | 1      | 0    | 2     |
| 2.      | Cesarstwo Niemieckie             | 1     | 0      | 0    | 1     |